# SNC
SNC (Stas Namin Center), «Центр Ста́са На́мина» — советский и российский негосударственный продюсерский центр (холдинг), основанный музыкантом, композитором и продюсером Стасом Наминым в 1987 году в здании «Зелёного театра» в Центральном парке культуры и отдыха имени Максима Горького в Москве.
Основной задачей центра является сохранение российских культурных традиций и продвижение современных направлений российского искусства в мире. Центр занимается организацией фестивалей, выставок и прочих культурных мероприятий, в том числе международных, связанных с музыкой, кино, театром, изобразительным искусством и др., с целью привлечения общественного интереса к российской культуре.

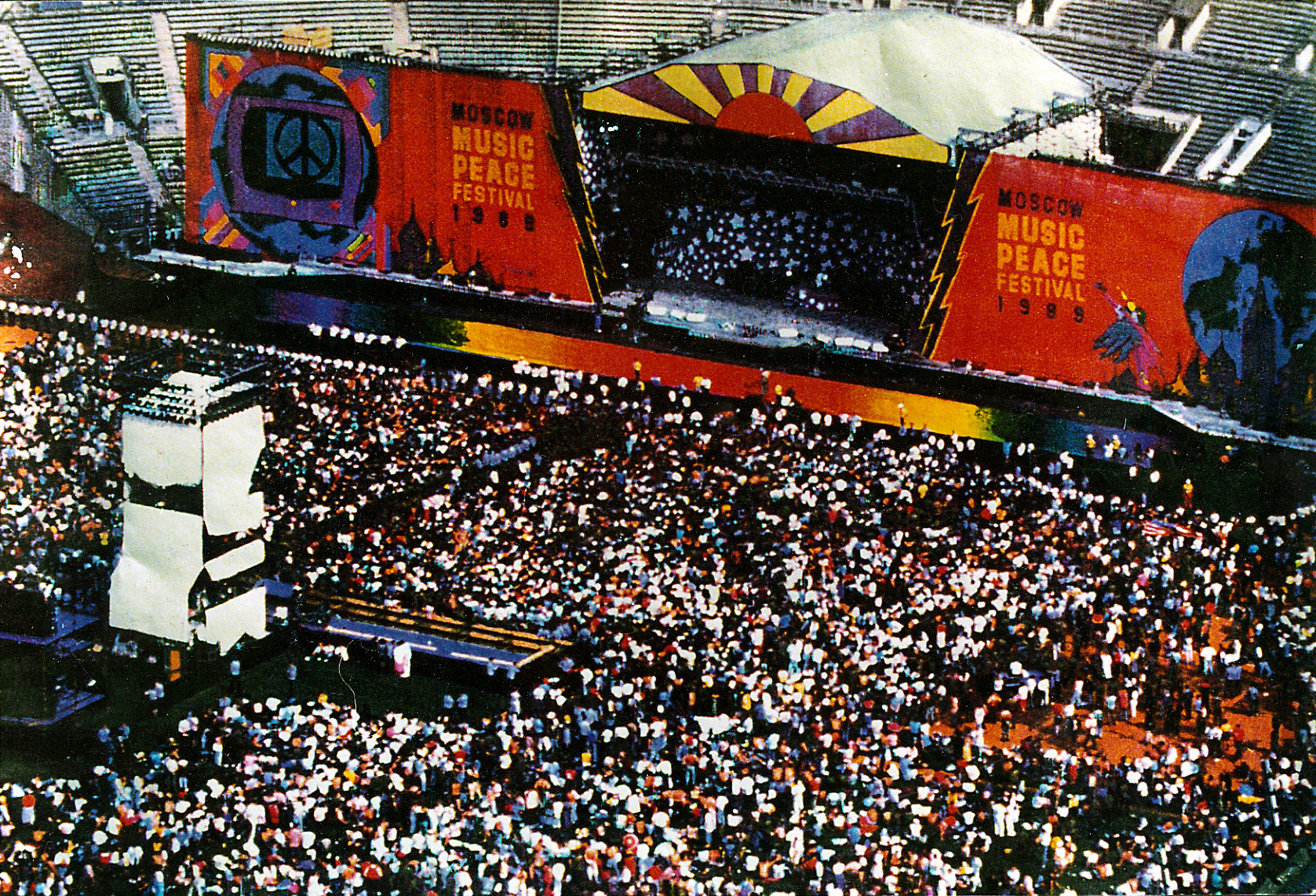
«Московский международный фестиваль мира». Москва, стадион «Лужники», 12—13 августа 1989 года.

## История
В 1987 году в здании «Зелёного театра» в Парке Горького в Москве советским музыкантом и композитором Стасом Наминым была создана одна из первых в СССР негосударственная организация под названием «Центр Стаса Намина» («SNC»), которая, следуя известному высказыванию Михаила Горбачёва «Что не запрещено, то разрешено», собрала под своей крышей молодые, запрещённые ранее таланты. Это был и первый в стране продюсерский центр, и независимая студия звукозаписи, где делали первые шаги и развивались новые музыкальные коллективы, такие как «Бригада С», «Моральный кодекс», «Калинов мост», «Ночной проспект», «Николай Коперник», «Мегаполис», «Парк Горького», «Сплин» и многие другие, а также молодые художники, поэты, дизайнеры.
В начале 1987 года, после своих первых выездов с концертами на Запад, Стас Намин решил попробовать свои силы на мировом рынке шоу-бизнеса в качестве продюсера. Специально на экспорт он создал музыкальный проект «Парк Горького», придумав ему название по месту рождения и затем логотип — серп и молот GP. После этого подобрал для проекта музыкантов и в результате двухлетней работы в своей студии звукозаписи «SNC» создал имидж и демо-записи новой группы, подписал контракт с US Polygram Records, пригласив для этого в Москву президента этой американской звукозаписывающей компании Дика Эшера, привлёк к проекту американскую рок-группу «Бон Джови», что впоследствии принесло группе «Парк Горького» популярность на Западе.
Главным трамплином в карьере рок-группы «Парк Горького» стало её участие в организованном Наминым Московском международном фестивале мира, проходившем 12—13 августа 1989 года на стадионе «Лужники» в Москве под девизом «Рок против наркотиков». Свою группу «Парк Горького» Намин включил в программу фестиваля наравне с Бон Джови, Оззи Озборном, «Mötley Crüe», «Scorpions», «Cinderella» и другими мировыми звёздами. Фестиваль собрал около 200 тысяч зрителей. Это был первый и единственный полноценный международный рок-фестиваль, символизировавший свободу и перемены в жизни страны и названный «российским Вудстоком». Фестиваль транслировался по MTV в 59 странах мира. Весь доход от него (более 1 млн. долларов США) был передан в российский Фонд борьбы с наркоманией.
В конце 1980-х годов Центр Стаса Намина стал культовым местом Москвы, где можно было встретить самых известных и прогрессивных людей России и мира: Арнольда Шварценеггера, Питера Гэбриэла, U2, Энни Леннокс, Pink Floyd, Роберта Де Ниро, Квинси Джонса и многих других. Фрэнк Заппа, частый гость Намина, снял фильм о Центре.
В начале 1990-х годов Намин разделил свои проекты на два холдинга. Те, что связаны с искусством, вошли в холдинг SNC, а проекты, связанные с бизнесом и коммерческой деятельностью, — в холдинг «Станбет».

## Структура центра

### Холдинг «SNC»
- Студия звукозаписи
- Продюсерский центр[17]
- Концертная фирма
- Студия дизайна[7][18][19]
- Модельное агентство и театры моды
- Артистические клубы и рестораны[20]
- Фирма грамзаписи[7][21]
- Галерея современной живописи
- Радиостанция «SNC»[7][22]
- Телекомпания
- Глянцевый журнал

### Холдинг «Станбет»
- Спортивное агентство
- Торговая фирма
- Издательство
- Энтертейнмент, менеджмент и производство в США
- Развитие недвижимости и архитектуры[8]
- Технологии в сфере энергетики и экологии
- Лаборатория ламповых технологий

## Радиостанция «SNC»
SNC — одна из первых независимых музыкальных радиостанций в СССР, существовавшая в 1991-92 годах, вещавшая изначально в Москве, позже и в Санкт-Петербурге на средних волнах. Радиостанция была первой полностью российской, некоммерческой, в эфире отсутствовала реклама, эфиры шли вживую и посвящались музыке в стилях рок и русский рок.